# بريان التارثية
بِرْيَان تَارْث أو بريان من تارث هي شخصية خيالية في سلسلة جورج ر. ر. مارتن "أغنية الجليد والنار" من الروايات الخيالية والنسخة التلفزيونية "لعبة العروش". تعد بريان شخصيةً بارزةً في السلسلة.
ظهرت بريان أول مرة في الرواية الثانية من السلسلة، صدام الملوك لعام 1998، كمحارب يقاتل من أجل شرف الخدمة في حرس رينلي براثيون الملكيّ. أقسمت لاحقًا بالولاء لكاتلين ستارك وتعهدت بإعادة الأسير جايمي لانيستر إلى كينغز لاندينغ مقابل سانسا وآريا ستارك، اللتين تعتقد كاتلين أنهما محتجزان عند عائلة لانيستر. ظهرت أيضًا في جزء وليمة للغربان(2005) ورقصة مع التنانين(2011). كون بريان امرأة، مُنِعت من أن تصبح فارسًا، رغم أنها واحدة من المحاربين الشرفاء والمهاريين في جميع أنحاء ويستروس. حظي نضالها الشخصي من أجل الشرف والعدالة والتقدير باهتمام نقدي كبير، وكذلك علاقتها المعقدة مع جايمي، وهي واحدة من أكثر الشخصيات شعبية في كل من سلسلة الروايات والمسلسل التلفزيوني.